# Benedetta Carlini
Benedetta Carlini (ur. 1591, zm. 1661) – katolicka mistyczka i lesbijska zakonnica, która żyła we Włoszech ery kontrreformacji. Judith C. Brown opisała jej życie w biografii Immodest Acts (1986), opisującej wydarzenia, które doprowadziły do jej znaczenia dla historyków kobiecej duchowości i lesbijstwa, podczas gdy Brian Levack interpretował związane z nią wydarzenia jako formę teatru religijnego i dramaturgii, który pozwalał kobietom na większą sprawność społeczną i seksualną niż w typowej barokowej bierności religijnej katolików. Kanadyjska dramatopisarka i reżyserka Rosemary Rowe napisała sztukę o romansie Benedetty z siostrą Bartolomeą, Benedetta Carlini: Lesbian Nun of Renaissance Italy.

## Życie
Benedetta Carlini urodziła się we włoskiej rodzinie z klasy średniej, która mogła kupić jej miejsce w dość wygodnym klasztorze Matki Bożej w Pescii. W wieku trzydziestu lat Benedetta została matką przełożoną klasztoru, ale potem zgłaszała przechodzenie niepokojących wizji, w których mężczyźni próbowali ją zabić. W obawie, że siostra Benedetta jest nękana przez demony, pozostałe siostry oddelegowały Bartolemeę do towarzyszenia Benedetcie w swojej celi. Od tego czasu bardziej niepokojące wizje Siostry Benedetty ustały, ale nadal miała ona przyjmować nadprzyrodzone istoty.
Zwróciło to uwagę papiestwa kontrreformacyjnego, zdecydowanego podporządkować sobie potencjalnie kłopotliwych mistyków, jeśli wykażą jakiekolwiek oznaki niezależnej lub heretyckiej duchowości. Chociaż złożyli trzy do czterech wizyt w klasztorze, dopiero po przesłuchaniu siostry Bartolemei odkryli, że Benedettę i Bartolemeę łączyły stosunki seksualne. Bartolomea zeznała, że Benedetta uprawiała z nią seks niepenetratywny, twierdząc, że jest opętana przez anioła (uznanego potem przez księży za demona) płci męskiej o imieniu Splenditello.
Według Brown, to nie homoseksualność Benedetty doprowadziła do jej ostatecznego upadku i zamknięcia w odosobnieniu, tylko jej egotyzm i żądza wpływu jako mistyczki. Samo świadectwo Bartolemei wystarczyło, aby Benedetta została pozbawiona prymatu matki przełożonej i była trzymana pod strażą przez pozostałe 35 lat jej życia. Zmarła w 1661 roku. Siostra Bartolomea zmarła rok wcześniej w 1660 roku.

## Interpretacje historii Carlini
E. Ann Matter, feministyczna religioznawczyni, ma alternatywne spojrzenie na przypadek Benedetty Carlini i pisała o tym w Journal of Homosexuality w 1990 roku. Porównała i zestawiła ze sobą dwie autobiograficzne relacje włoskich mistyczek: Benedetty Carlini i Marii Domitilli Galluzzi z Pawii. Carlini i Galluzi były zarówno samozwańczymi wizjonerkami, jak i autorytetami swoich wspólnot religijnych i świeckich, ale obie były przedmiotem podejrzeń i ścisłej kontroli hierarchii kościelnej. Dokumentacja procesowa Benedetty Carlini dotyczyła wspomnianej serii kontaktów seksualnych z Bartolomeą, podczas gdy Maria Domitilla Galluzzi nie miała żadnych doświadczeń seksualnych w ramach swojego mistycyzmu. W artykule Matter kwestionowałą, czy uczeni mogli ulec pokusie prostego przeniesienia zrozumienia i samoidentyfikacji seksualnej we współczesnym kontekście na przeszłe konteksty historyczne. „Lesbijska zakonnica” może być postrzegana jako zbyt uproszczony opis, a „seksualność Benedetty Carlini może być postrzegana jako zorganizowana wokół wyszukanego organicznego związku między duchowością a zmysłowością”.
Jednakowoż Matter pisała obszernie o życiu Galluzzi w innych kontekstach, a Brown poświęciła Carlini jedną, ale wyczerpującą biografię.
Brian Levack analizował proces Carlini i inne w kontekście swojej pracy nad opętaniami i egzorcyzmami w epoce baroku w Europie. Zauważa, że omawiana sprawa była anomalna, ponieważ według relacji Carlini była opętana przez anielską istotę Splenditello, kiedy kochała się z siostrą Bartolomeą. Levack odchodzi od tez Brown i Matter, umieszczając wydarzenie w kontekście filozoficznym i historycznym, zwracając uwagę na wzrost nominalizmu w myśli katolickiej XVII i XVIII wieku, który przypisywał istotom demonicznym większe pole do sprawstwa i nadprzyrodzonej aktywności, niż miało to miejsce wcześniej. Znaki tej aktywności opisywano jako konwulsje, ból, utratę funkcji organizmu (i inne objawy, które z tego opisu można by określić jako pozorną epilepsję), lewitację, przeżycia transowe, mistyczne wizje, bluźnierstwa, nadużywanie świętych przedmiotów, niemoralne działania i gesty oraz ekshibicjonizm. Levack argumentuje, że dało to kobietom poddanym egzorcystycznym rytuałom szansę na zaangażowanie się we względną sprawczość społeczną i seksualną w porównaniu z oczekiwaniami związanymi z rolą płci w odniesieniu do bierności społecznej. Opętanie było formą dramaturgii i teatru religijnego, argumentuje Levack, podobnie jak demonologia. Według Levacka Carlini i inne udokumentowane przypadki opętania w stylu barokowym aktywnie uczestniczyły w rytuale społecznym i przedstawieniu teatralnym odzwierciedlającym ówczesną kulturę religijną.

## W filmie
Holenderski reżyser Paul Verhoeven zrealizował film biograficzny poświęcony Benedetcie Carlini pt. Benedetta (2021), w którym w roli głównej wystąpiła Virginie Efira.